# Superfunk
Superfunk är en mixartrio från Marseille bestående av Fafa Monteco, Stéphane B. och Mike 303. De spelar funkinfluerad house. Deras album Hold Up utkom år 2000, med singlarna Lucky Star och Young M.C.